# Friedrich Bury
Friedrich (Fritz) Bury (født 13. marts 1763 i Hanau, død 18. maj 1823 i Aachen) var en tysk maler.
Friedrich Bury var søn af en sølvsmed i Hanau. Han fik først sin uddannelse under sin far og sidenhen på Kunstakademiet i Düsseldorf, hvor han mødte Johann Heinrich Lips. Derefter tog han til Rom, Napoli og Norditalien, hvor han slog sig ned fra 1783 til 1799 og studerede de italienske malere. I denne periode knyttede han et venskab til maleren Johann Heinrich Wilhelm Tischbein. Efter hjemkomsten til Tyskland, arbejdede han i Kassel, Weimar og Dresden, før han bosatte sig i Berlin, hvor han var medlem af kunstakademiet fra 1811 til 1823.
Foruden portrætter og historiemalerier lavede Bury også kopier af ældre værker som akvareller.

## Billedgalleri
- Kridttegning af Goethe, fra 1800.
- Tegning af J.G. Fichte, ca 1801.
- Portræt af Luise von Voss, ca. 1810.
- Portræt af Augusta af Preussen, ca. 1815.